# Nicolae Coman
Nicolae Coman (n. 23 februarie 1936, București – d. 27 octombrie 2016, București) a fost un compozitor, profesor, poet, traducător și muzicolog român.
Studiile muzicale le-a început în 1947, la București, cu Mihail Jora (teorie și armonie) și Florica Musicescu (pian). Din 1953 se înscrie la Conservatorul din București avându-i ca profesori pe Mihail Jora și Leon Klepper – compoziție, Paul Constantinescu – armonie, Alfred Mendelsohn – orchestrație, George Breazul – istoria muzicii etc., pe care îl absolvă în 1959.
Din 1960 până în 1963 activează în calitate de cercetător științific la Institutul de folclor, după care devine asistent, apoi lector, conferențiar și din 1992 devine profesor la catedra de armonie și compoziție a Conservatorului din București.
Pe lângă talentul de compozitor, Nicolae Coman s-a manifestat și în calitate de muzicolog publicând studii și articole în reviste precum: „Muzica”, „Revista de folclor”, „România literară”. Mai mult decât atât a scris versuri pentru lucrări vocale, corale și vocal-simfonice. A tradus librete de operă, poeme și poezii din lirica universală, publicând mai multe volume de versuri. În 1969 a fost distins cu premiul Uniunii Compozitorilor din România.
În domeniul compoziției Nicolae Coman a abordat nu numai genurile muzicii clasice, ci și muzica ușoară ca spre exemplu: „Cântec de toamnă”, „Cum totul trece”, „Armonii de dor” și multe altele.

## Creația

### Muzică simfonică
- 1959 – Concertul pentru pian și orchestră
- 1969 – Cantata păcii

### Muzică instrumentală
- 1954-1975 – 10 piese pentru pian
- 1956 – Sonata I pentru pian
- 1958 – Sonata II pentru pian
- 1970 – Ora Veche
- 1974 – Peisaj
- 1980 – Burlesca pentru pian
- 1983 – Patru piese pentru pian
- 1984 – Monosonată pentru violoncel solo

### Muzică de cameră
- 1957 – Sonata pentru vioară și pian
- 1980 – Rezonanțe mioritice pentru vioară și pian
- 1958 – Patru cântece pe versuri de Tudor Arghezi
- 1956-1976 – Ciclu de 9 lieduri pentru voce și pian
- 1958 – Vârsta de bronz — șapte cântece pentru bariton și cvartet de coarde
- 1959 – Vobiscum pentru voce gravă, flaut și pian.
- 1959 – Cercuri pentru voce medie și pian
- 1969 – Trei cântece pe versuri de Carl Sandberg
- 1969 – 8 lieduri pentru voce și pian
- 1969 – Post mortem pentru voce medie și pian
- 1969-1980 – Două lieduri pe versuri de Rainer Maria Rilke
- 1970-1975 – Metamorfozele cerului
- 1975 – Anemona ce domnea peste mări pentru voce și pian
- 1977 – Tărâm pentru voce și pian
- 1980 – 3 lieduri pentru voce și pian (Umbre, Caligrafie, Înălțarea )
- 1983 – S-au aprins trunchiurile pentru mezzosoprană și pian; A coborât despărțirea pentru mezzosoprană și pian

### Muzică ușoară
- 1973: Numele ei; Podul Mirabeau
- 1974: Cântec de toamnă; Culorile toamnei; Cum totul trece
- 1975: Armonii de dor; Nu-i așa?; La unison cu marea; Ring de cristal; Un vers de dor; Culorile toamnei; Cum totul trece
- 1977: Zbor de noapte; Cântec
- 1980: Fă-mă frumos
- 1982: Poveste lirică; Murmur; Sărută-mă
- 1984: Nu credeam; Un semn de tandrețe; Din cartea toamnei; Ană ochii tăi de dor; Un simplu tango; Un cor de pace
- 1985: Doar noi doi; Primăvara speranțelor